# Ganso de Emden

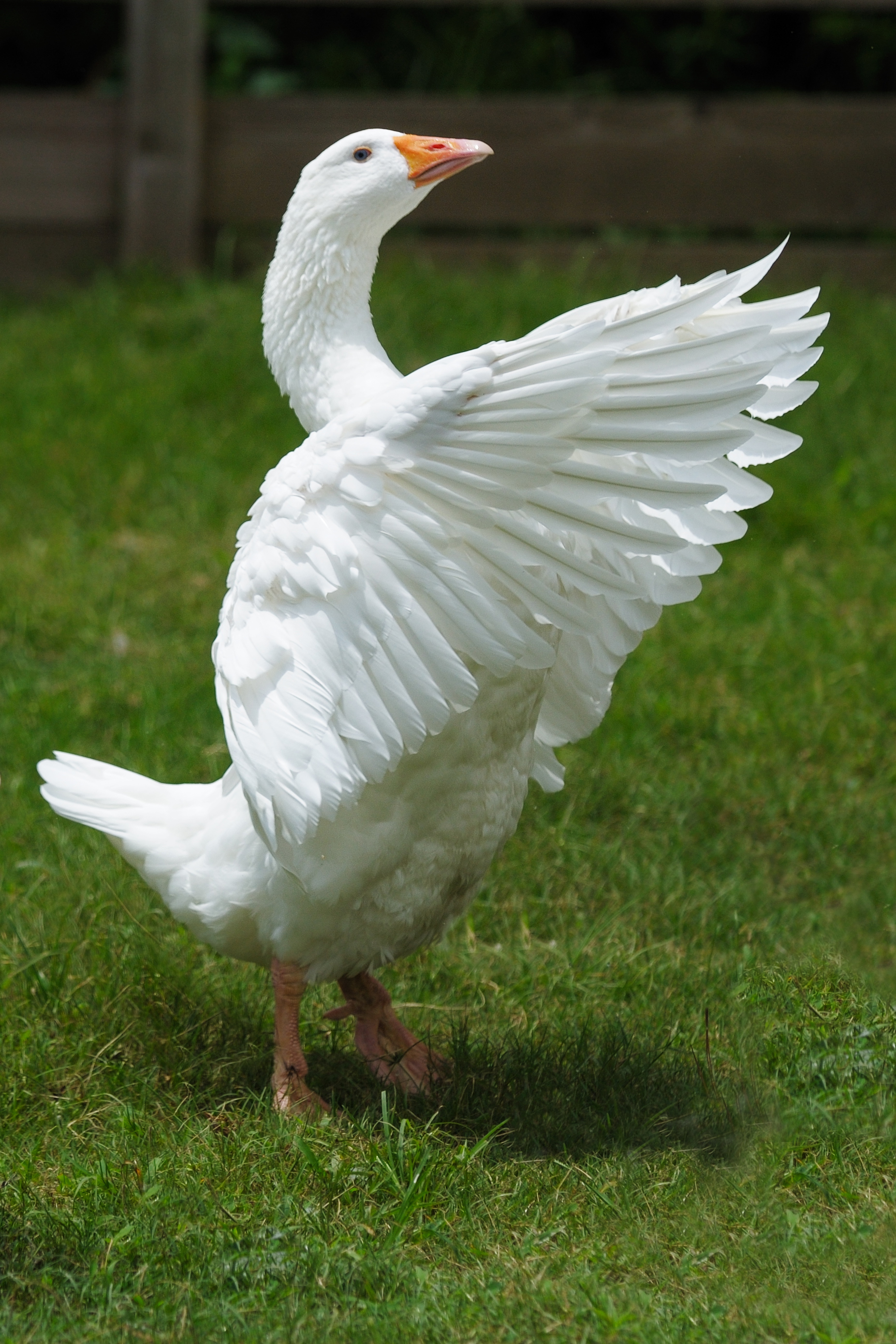
Um Ganso Endem no Zoológico de Birmingham

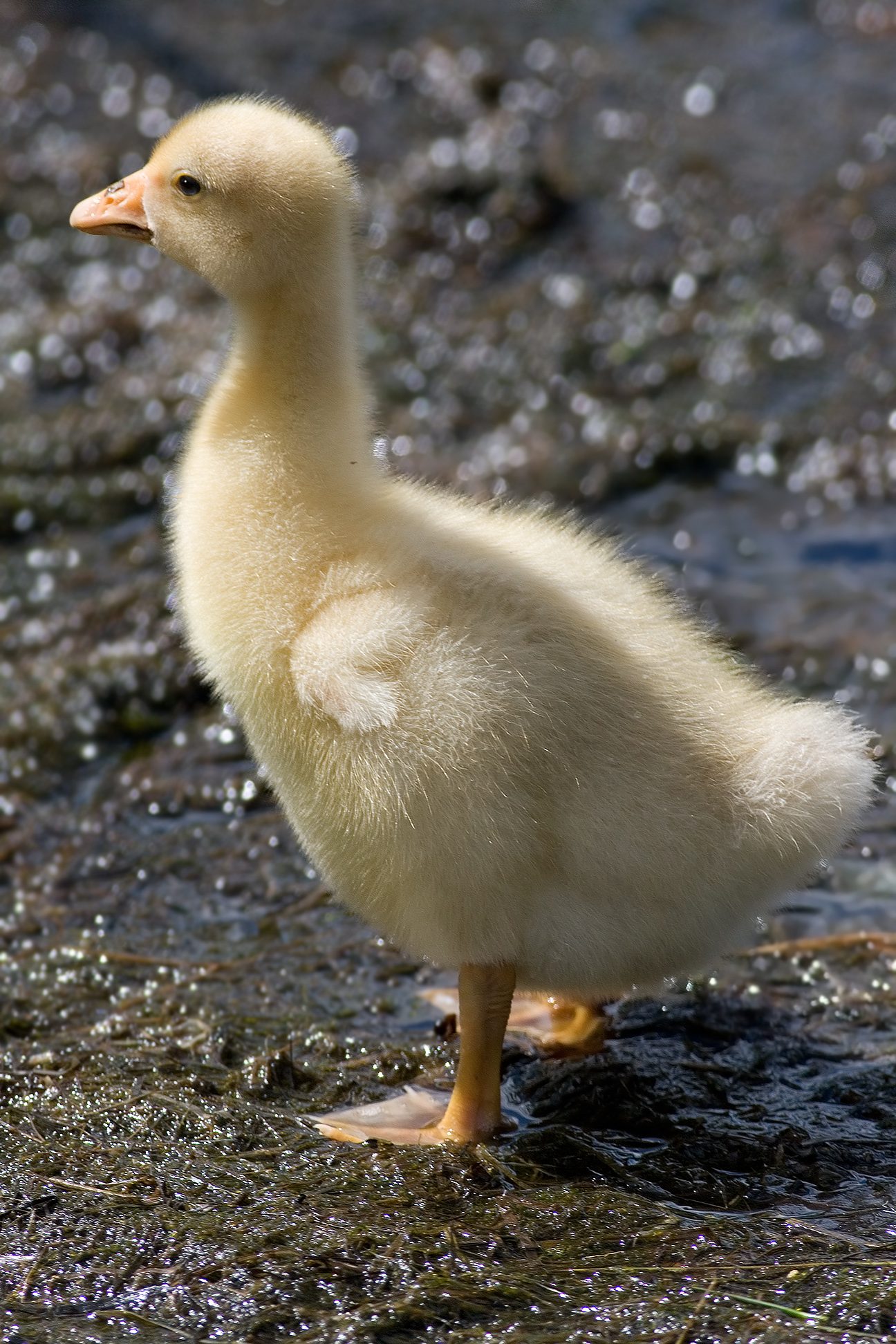
Filhote de Endem

O Emden, Embden ou Emdener é uma raça alemã de ganso doméstico. Leva o nome da cidade de Emden, no noroeste da Alemanha.

## História
O Emden é a raça de ganso mais antiga da área que hoje é a Alemanha, com origens que remontam ao século XIII. Deriva dos grandes gansos brancos tradicionais da região da Frísia Oriental, no noroeste da Alemanha; estes tinham um longo pescoço curvo e por isso às vezes eram conhecidos como Schwanengans ou "gansos cisnes". A raça moderna foi estabelecida no final do século XIX.
Em 2016, a população reprodutora na Alemanha consistia em 238 fêmeas e 132 machos. Em 2020, o estado de conservação do Emdener foi listado no Rote Liste do Gesellschaft zur Erhaltung alter und gefährdeter Haustierrassen em sua Categoria II, stark gefährdet ("seriamente em perigo").

## Características
O Emden é a raça de ganso mais pesada da Alemanha: podendo pesar até 12 kg e atingir a altura de um metro.

## Uso
O Emden pode ser mantido para carne ou para ovos; a carne é de boa qualidade. Esses gansos podem colocar cerca de 50 a 60 ovos por ano, cada um com um peso médio de cerca de 170 g.